# Xu Yuanyuan
Xu Yuanyuan (chinês: 许婳婳; (China, 8 de Março de 1981) é uma enxadrista WGM pela FIDE.
Em outubro de 1997 Xu venceu o Campeonato mundial de xadrez sub-16 em Yerevan e em 2000, novamente em Yeravan, venceu por uma larga vantagem o Campeonato do mundo de xadrez júnior. 
Xu Yuanyuan é uma representante oficial de Aigo. O "Xadrez Aigo" é uma variante do xadrez que consiste em inserir uma peça do Xadrez Chinês chamada "canhão".